# Eclissi solare dell'11 giugno 1983
L'eclissi solare dell'11 giugno 1983 è un evento astronomico che ha avuto luogo il suddetto giorno attorno alle ore 4.43 UTC. L'eclissi, di tipo totale, è stata visibile in alcune parti dell'Asia (India e Indonesia) e dell'Oceania (Australia e Papua New Guinea).
La durata della fase massima dell'eclissi è stata di 5 minuti e 11 secondi e l'ombra lunare sulla superficie terrestre raggiunse una larghezza di 199 km;Il punto di massima totalità avvenne in mare tra le isole indonesiane di Giava, Kalimantan e Sulawesi.
L'eclissi dell'11 giugno 1983 è stata la prima eclissi solare nel 1983 e la 190ª nel XX secolo. La precedente eclissi solare ha avuto luogo il 15 dicembre 1982, la seguente il 4 dicembre 1983.

## Eclissi correlate

### Eclissi solari 1982 - 1985
Questa eclissi è un membro di una serie semestrale. Un'eclissi in una serie semestrale di eclissi solari si ripete approssimativamente ogni 177 giorni e 4 ore (un semestre) in nodi alternati dell'orbita della Luna.

### Ciclo di Saros 127
L'evento fa parte del ciclo di Saros 127, che si ripete ogni 18 anni, 11 giorni, contenente 82 eventi. La serie iniziò con un'eclissi solare parziale il 10 ottobre 991 d.C. Contiene eclissi totali dal 14 maggio 1352 al 15 agosto 2091. Non ci sono eclissi anulari in questa serie. La serie termina al membro 82 con un'eclissi parziale il 21 marzo 2452. La durata più lunga della totalità è stata di 5 minuti e 40 secondi il 30 agosto 1532. Tutte le eclissi di questa serie si verificano nel nodo ascendente della Luna.